# قط إيريوموته
قط إيريوموته (الاسم العلمي: Prionailurus bengalensis iriomotensis) هو نويع من القط النمري يعيش حصريًا على جزيرة إيريوموته اليابانيَّة.
اُدرج كنوع مهدد بشدة بالانقراض في القائمة الحمراء للاتحاد الدولي لحفظ الطبيعة (IUCN) منذ عام 2008، حيث يقل عدد سكانه عن 250 فردًا بالغًا ويعتبر في تناقص مستمر. اعتبارًا من عام 2007، يُقدر عدد الأفراد الباقين بنحو 100-109 فردًا.
في اللغة اليابانية، يُعرف قط إيريوموته باسم إيروموتيه-يامانهيكو (西表山猫، وتعني «قطة إيريوموت الجبلية»). في اللهجات المحلية للغة ياياما، يُعرف باسم ياماماهيا (ヤママヤー، «قطة برية» أو «قطة غابة»)، يامابيكاريا (ヤマピカリャー، «ذلك الذي يلمع في الغابة»)، ومييبسيكاريا (メーピスカリャー، «ذلك الذي لديه عيون لامعة»).

## الوصف
يميل لون الفرو بشكل أساسي إلى الرمادي الغامق والبني الفاتح، مع شعر فاتح على البطن والجانب الداخلي للأطراف. الشعر على طول الفك أبيض اللون. توجد نقطتان بني غامق على كل خد. تمتد 5-7 خطوط من الجبهة إلى مؤخرة الرأس، لكن على عكس قطة النمر، تتوقف الخطوط قبل الوصول إلى الكتفين. تغطي بقع بني غامق جانبي الجسم، وتوجد 3-4 خطوط من خطوط غير منتظمة على الصدر. الذيل بني غامق. تخطط بقع داكنة الجزء الخلفي من الذيل بينما يكون الجزء السفلي من الذيل صلبًا. طرف الذيل داكن اللون.

اما وصف رأس قطة إيريوموت فأطراف الأذنين مستديرة، مع شعر أسود على طول الحافة. لا توجد خصلات من الشعر الأطول على قمة الأذنين. تمتلك قطط إيريوموت البالغة بقعة بيضاء على ظهر كل أذن، على غرار تلك الموجودة على آذان النمور. لا تمتلك قطط إيريوموت الصغيرة هذه العلامات، وحتى بالنسبة للبالغين، لن تكون البقع بيضاء مثل تلك التي تُرى على أنواع فرعية أخرى من قطط النمر. عيون قطة إيريوموت لون كهرماني فاتح. أنفها كبير ومسطح، بدون فرو يغطي الجلد البني المحمر. تتراوح مخالب القدم من 29 إلى 37 مم (1.1 إلى 1.5 بوصة) عرضًا، على عكس مخلب القدم الذي يبلغ عرضه 24 إلى 30 مم (0.94 إلى 1.18 بوصة) لقطة منزلية.

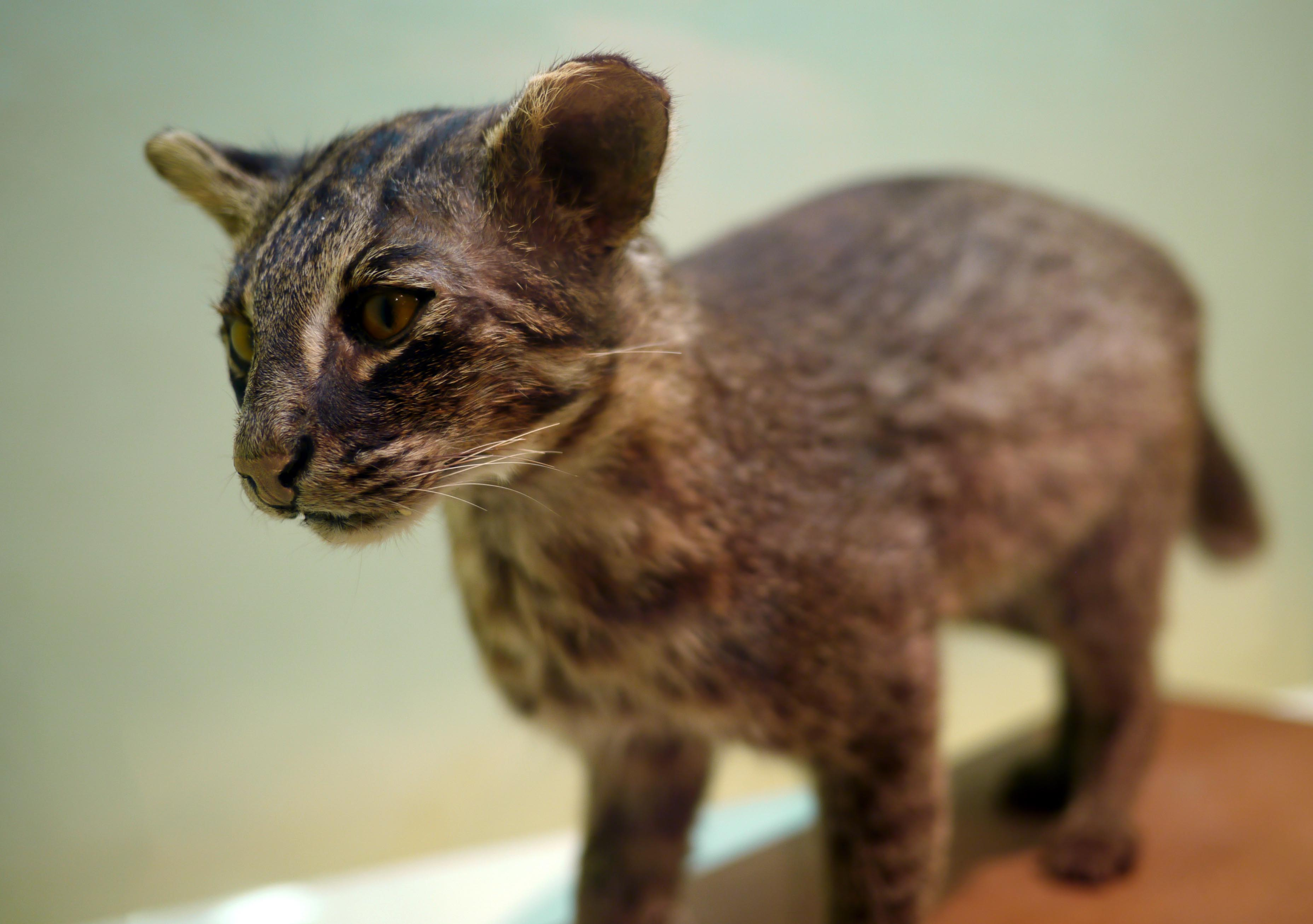
قطة إيريوموت محنطة في مركز إيريوموت للحياة البرية. له فرو رمادي غامق وبني، وأذنان مستديرتان، وعينان كهرمانيتان فاتحتان، وأنف مفلطح.

الجمجمة أطول وأضيق من جمجمة قطة منزلية. بالمقارنة مع جمجمة قطة النمر، فإن جمجمة قطة إيريوموت تقريبًا بنفس الحجم ولكنها أكثر سمكًا. وبسبب هذا، فإن دماغ قطة إيريوموت أصغر. يبلغ وزن دماغ قطة النمر الذكر حوالي 42 جرامًا، بينما يبلغ وزن دماغ قطة إيريوموت الذكر حوالي 30 جرامًا. لا تتصل العظمة القذالية للجمجمة بغرزة السمع. الارتفاق الفكي السفلي قصير.

حجم الذكور: 55-60 سم (22-24 بوصة) طولاً و3.5-5 كجم (7.7-11.0 رطل) وزناً. والإناث: أصغر حجماً، بطول حوالي 50-55 سم (20-22 بوصة) ووزن 3-3.5 كجم (6.6-7.7 رطل). الذيل سميك من القاعدة إلى الحافة وطوله 23-24 سم (9.1-9.4 بوصة). الجسم طويل والأطراف قصيرة وسميكة. العنق سميك أيضاً والكتفين عضلية، على الرغم من أن قوة القفز ضعيفة نسبياً.

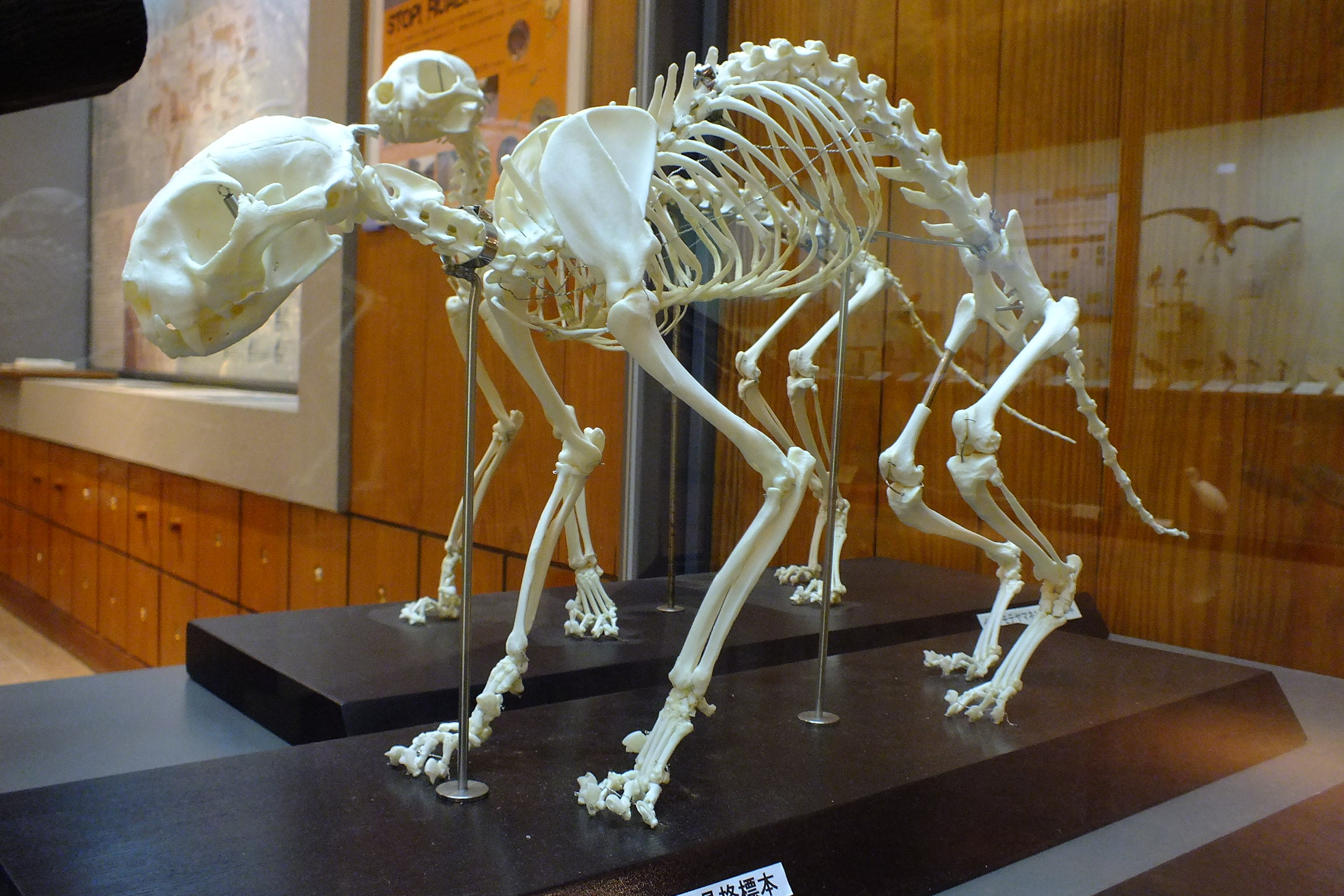
عينة هيكلية من قطة إيريوموت في مركز إيريوموت للحفاظ على الحياة البرية.

تمتلك 6 أزواج من القواطع و2 زوج من الأنياب و4 أزواج من الضواحك و2 زوج من الأضراس، بإجمالي 28 سنًا. بالمقارنة مع القطط الأخرى، بما في ذلك القطط البرية الصغيرة، تفتقر قطة إيريوموت إلى زوج واحد من الضواحك على الفك العلوي خلف الأنياب. بالإضافة إلى ذلك، على عكس معظم الثدييات شبه الاستوائية الأخرى، توفر أسنان قطط إيريوموت تفاصيل عن تاريخها السنوي. ومن المتوقع أن تساعد هذه التفاصيل في تحديد عمر وسلوك القطط. غدد الشرج تحيط بفتحة الشرج؛ وهذا على عكس أنواع القطط الأخرى، حيث توجد داخل فتحة الشرج.

## التوزيع
قطة إيريوموت مستوطنة في جزيرة إيريوموت اليابانية، والتي تبلغ مساحتها حوالي 290 كيلومترًا مربعًا (110 ميلًا مربعًا). تتكون إيريوموت بشكل أساسي من جبال منخفضة تتراوح بين 300 و460 مترًا (980 و1510 قدمًا) في الارتفاع مع غابات دائمة الخضرة شبه استوائية، بما في ذلك أحزمة واسعة من أشجار الايكة على طول المجاري المائية. إنها أصغر موطن لأي نوع من أنواع القطط البرية في العالم.
تعيش قطة إيريوموت بشكل أساسي في الغابات شبه الاستوائية التي تغطي الجزيرة حتى ارتفاع 200 متر (660 قدمًا). تفضل المناطق القريبة من الأنهار وحواف الغابات والأماكن ذات الرطوبة المنخفضة.

## البيئة والسلوك
تقضي قطط إيريوموت معظم وقتها على الأرض ولكنها تتسلق الأشجار ببراعة. وتقتحم المياه بسهولة وتجيد السباحة، وهي ليلية أكثر نشاطًا عند الغسق والليل وتنام خلال النهار في تجاويف الأشجار أو الكهوف. تضع هذه القطط علامات على منطقتها بالبول والبراز على الصخور وجذوع الأشجار والشجيرات، تمتد مناطق عيشها بين 1 إلى 7 كيلومترات مربعة.

### مساحة موطنها
تشتهر قطط إيريوموت بانفراديتها، وتختلف مساحة مواطنها حسب الفصول والمناطق وحتى على المستوى الفردي. تُلاحظ المساحات الأصغر خلال موسم التزاوج. وفي دراسة أجريت عامي 1998 و1999، تمت متابعة قطة ذكر وأنثى باستخدام أجهزة الإرسال اللاسلكية لمدة تراوحت بين 7 و 13 يومًا متتالية في الجزء الغربي من الجزيرة. تداخلت مناطق عيشهما بشكل كبير في جميع الفترات. تراوح موطن الذكر بشكل دوري بين 0.83 و1.65 كيلومتر مربع (0.32 و0.64 ميل مربع)، بينما امتد موطن الأنثى المقيمة بين 0.76 و1.84 كيلومتر مربع (0.29 و0.71 ميل مربع).

تم العثور على سكان العالم من قطط ايرموته فقط في جزيرة ايرموته. تسكن قطط إيريوموت الغابات شبه الاستوائية التي تغطي الجزيرة.

#### سلوك إقليمي
تتميز قطط إيريوموت بسلوك إقليمي واضح. تتداخل مواطن الذكور والإناث، وتعيش أنثى واحدة أو اثنتان داخل موطن الذكر الواحد. عادةً، لا تتداخل مواطن القطط من نفس الجنس، ولكن لوحظت تداخلات جزئية في بعض الحالات. غالبًا ما تُستخدم هذه التداخلات الصغيرة كمناطق للصيد. يُعتقد أنها تقوم بدوريات في مناطقها على مدار ثلاثة إلى أربعة أيام، وتترك علامات وتصطاد أثناء تحركها.

#### القطط الشابة والانتقالية
تتجول قطط إيريوموت الذكور الصغيرة وبعض البالغة منها عبر الجزيرة، بانتظار فتح مساحة في منطقة عيش يمكنهم احتلالها من خلال وضع علامات عليها. تسمح الإناث لصغارها بالبقاء في موطنها وتقوم بوضع علامات على منطقة جديدة بمجرد حلول موسم التكاثر التالي.

### بيئة التغذية

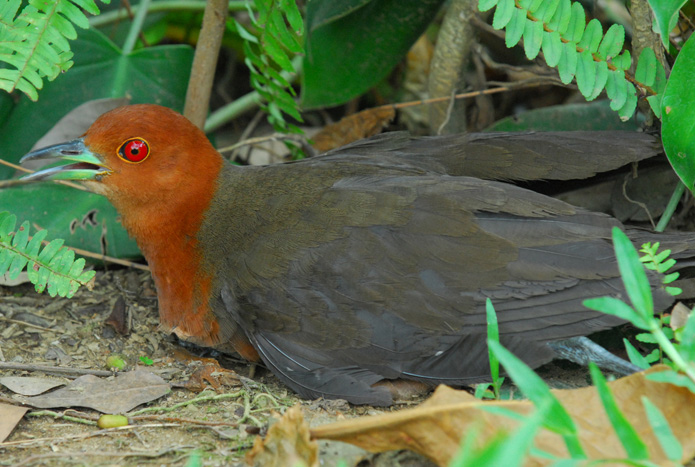
تشكل كريك ذو أرجل مسطحة جزءًا من النظام الغذائي لقطط ايرموته

قطط إيريوموت آكلة للحوم وتفترس مجموعة متنوعة من الثدييات والطيور والزواحف والبرمائيات والأسماك والقشريات. عادة ما تستهلك 400-600 جرام (0.88-1.32 رطل) من الطعام يوميًا. تقتنص القطط البرية الأخرى بشكل أساسي الثدييات الصغيرة، مثل القوارض والأرانب، ولكن نظرًا لعدم وجود آكلات لحوم أخرى تتنافس معها في الجزيرة، فلا داعي لها لعزل نفسها عن الموائل المختلفة ومصادر الغذاء المتاحة. وبالتالي، فإن نظامهم الغذائي متنوع للغاية.
تشمل الفرائس الثديية الفئران السوداء وخفاش فاكهة ريوكيو وخنازير ريوكيو البرية الصغيرة. تشمل فرائسهم أيضًا مجموعة واسعة من الطيور، مثل البطة الشرقية ذات البقع، وكريك ذو أرجل مسطحة، وبومة الأوراسيا الصغيرة، وطائر الزيتون الباهت، ودجاجة الماء ذات الصدر الأبيض. تشمل الزواحف أنواعًا مختلفة من الثعابين وسحلية كيشينو العملاقة. تُعرف أيضًا بأنها تصطاد ضفادع أرز ساكيشيما، وصراصير صفراء البقع، وسرطانات. نظرًا لأن مناطق صيدها تميل إلى أن تكون في المستنقعات أو على الشواطئ، فإنها تسبح أحيانًا وتغوص لاصطياد الطيور المائية والأسماك وروبيان المياه العذبة.
عند أكل الطيور الأكبر من طائر الشحر الغامق، فإن معظم أنواع القطط تنزع الريش ثم تأكله، لكن قطة إيريوموت ستأكل حتى الطيور الكبيرة كاملة دون إزالة الريش. أيضًا، على عكس القطط الأخرى، لا تقتل قطة إيريوموت فريستها على الفور بكسر الحبل الشوكي. بدلاً من ذلك، تمسك الحيوان في فمها حتى يتوقف عن الحركة.
بناءً على عينات البراز، تمثل الطيور 60٪ من نظامهم الغذائي، و30٪ للفئران السوداء، والحشرات 30٪، والسحالي والضفادع حوالي 15-20٪، والخفافيش 3-17٪، وخنازير البر أقل من 1٪. بالإضافة إلى ذلك، تظهر الأسماك والقشريات بنسبة 3-4٪ تقريبًا من الوقت. لوحظت تغييرات غذائية موسمية. يأكلون الفئران والضفادع على مدار السنة، والسحالي في الصيف والربيع، والصراصير والخفافيش في الخريف والشتاء بشكل متكرر.

### سلوك التكاثر لديها
خلال موسم التزاوج، تصبح القطط نشطة خلال النهار أيضًا. الإناث المربيات أكثر نشاطًا من غير المربيات خلال ساعات الليل المتأخر والصباح. تعيش القطط منفردة خارج موسم التزاوج، لكنها تتصرف معًا عندما تبدأ في التكاثر. يمتد موسم التزاوج من ديسمبر إلى مارس، وتدخل الإناث في عدة مرات خلال هذه الفترة، حيث يكون الذروة في يناير وفبراير. بحلول نهاية فبراير، تصوم لمدة أسبوعين تقريبًا. خلال هذه الفترة تكون الإناث أكثر إثارة جنسية. تظل القطط الذكور والإناث معًا دائمًا في هذا الوقت، ويُعتقد أن التخصيب يحدث خلال هذين الأسبوعين.
الحمل ولادي، وفي الفترة من أبريل إلى يونيو تلد القطط الإناث الحوامل من 1 إلى 3 قطط صغيرة في تجويف شجرة أو كهف. الأماكن المختارة للولادة والتربية جافة وذات تهوية جيدة. تبقى القطط الصغيرة مع أمها لمدة أحد عشر شهرًا تقريبًا. تبدأ في أن تصبح أكثر استقلالًا خلال أشهر الخريف والشتاء. يبقون في نطاق منزل أمهم من بضعة أشهر إلى سنوات. تصل القطط الصغيرة إلى مرحلة النضج بعد عشرين شهرًا من الولادة.

### العمر الافتراضي
يُقدّر أن تعيش قطط إيريوموت من سبع إلى ثماني سنوات في البرية، ومن ثماني إلى تسع سنوات في الأسر.وقد تؤدي تأثيرات بشرية وحوادث طرق ومصائد إلى انخفاض عمرها الافتراضي إلى ما بين سنتين وخمس سنوات. في الأسر، عاشت قطة إيريوموت لمدة تصل إلى 15 عامًا وشهر واحد، وهو أطول عمر افتراضي معروف لأي قطة إيريوموت.

## الاكتشاف
اكتُشفت قطة إيريوموت النادرة والرائعة في عام 1965 من قبل يوكيو توقالوا (戸川幸夫, Togawa Yukio)، وهو مؤلف متخصص في كتابات الحيوانات. وفي عام 1967، قام يوشينوري إمايزومي، مدير قسم الحيوانات في المتحف الوطني للطبيعة والعلوم في طوكيو، بوصفها علمياً لأول مرة.

### قبل الحصول على العينة
استنادًا إلى معلومات من السكان المحليين، تمكن تيتسو كورا (高良鉄夫, Koura Tetsuo)، من جامعة ريويوكيو، من اصطياد قط صغير في عام 1962، لكنه لم يحصل على عينة بالغة. في عام 1964، أبلغ طوكيو تاكانو (高野凱夫, Takano Tokio)، من قسم الاستكشاف في جامعة واسيدا، إمايزومي بشائعات عن وجود قطة تعيش في جبال إيريوموت.
في فبراير 1965، زار توقالوا جزر ياياما. كان قد سمع في ناها من كاتب عمود صحفي أنه كانت هناك شائعات عن وجود قطط برية تعيش على جزيرة إيريوموت. افترض في البداية، مثل تقارير الذئب الياباني المنقرض، أن الناس يجب أن يكونوا قد أخطأوا في اعتبار الحيوانات الأليفة الهاربة والمتوحشة حيوانات برية. تحدث مع زميله تيتسو كورا الذي عرف وكان يعتقد بوجود بعض الحقيقة في الشائعات. ثم عهد كورا إلى توقالوا بمهمة الحصول على دليل. سافر توقالوا بعد ذلك إلى إيريوموت لجمع معلومات لتقرير خاص به وجمع معلومات عن قطة إيريوموت وعينة.
عند وصوله إلى الجزيرة، علم توقالوا أنه نظرًا لعدم وجود طعام كافٍ في إيريوموت، كان الناس يطبخون قطط إيريوموت ويستخدمون لحومها في الحساء. ونتيجةً للتخلص من القطط التي تُصطاد في الفخاخ، واجه العلماء تحديًا في الحصول على عينات كافية.
بعد هذه الاكتشافات، ذهب إلى قرية أميتوري الواقعة على الجانب الغربي من الجزيرة. هناك، أخبره معلم مدرسة متوسطة كان يعمل تحت إشراف كورا أنه اصطاد إحدى القطط في فخ مُعد للخنازير البرية. كان قد أرسل الجلد إلى كورا لكنه دفن بقية الجسد. قام توقالوا بحفر البقايا وحصل على الجمجمة. كما وجد عينة براز بالقرب من القرية، وتمكن من الحصول على جلد من صياد يعيش في إينابا، وهي قرية تقع على طول نهر أوراوتشي.
عاد إلى كورا وأرسل الجلدان والبراز والجمجمة إلى يوشينوري إمايزومي في المتحف الوطني للطبيعة والعلوم حيث قامت جمعية الثدييات اليابانية (日本哺乳動物学会) بفحص البقايا. اُجريت التحاليل في 14 مارس 1965. أظهرت النتائج أن القطة إما نوع جديد أو سلالة فرعية جديدة، لكن لم يكن هناك عدد كافٍ من العينات للتأكيد. طلبوا إما مجموعة كاملة من البقايا أو عينة حية. بعد الإعلان، اعتقد بعض أعضاء الجمعية أن العينات تُظهر طفرات بسيطة بينما اعتقد آخرون أنها بقايا قطط برية جلبها البحارة سابقًا وتركوها على الجزيرة من قبل السفن الأجنبية.

### استخلاص العينات الحية والإعلان عن الاكتشاف
في يونيو 1965، عاد توقالوا إلى جزيرة إيريوموت مع كورا بهدف الحصول على مجموعة كاملة من بقايا القطط وعينة حية ومعلومات حول بيئة القطط. أحضروا مصائد صندوقية واكتينيديا بوليغاما - قضاعة الفضة - (نبات استخدم تقليديًا لجذب القطط) لتعزيز جهودهم في اصطياد قطة حية. ومع ذلك، وفقًا للصيادين، لم يصيدوا سوى قطة أو اثنتين سنويًا، ومن المحتمل أن عدد القطط الباقية كان منخفضًا جدًا. ولم يكن متوقعا اصطياد قطة حية.

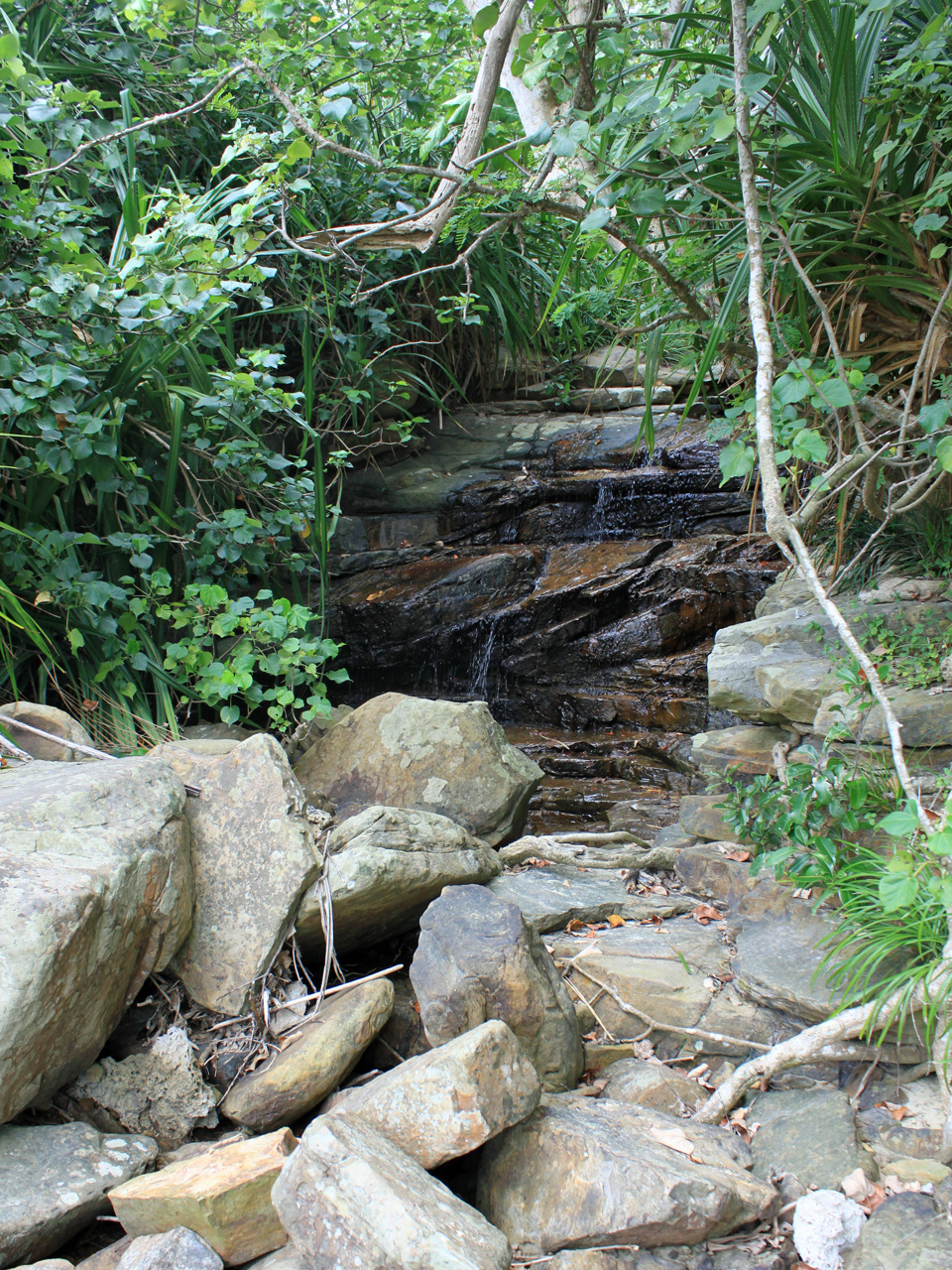
شلال ماريه الصغير، حيث عثرت مجموعة من الأطفال على قطة إيريوموت في 5 مايو 1965

قبل عودة توقالوا إلى الجزيرة في مايو 1965، عثر مجموعة من الأطفال من مدرسة أوهارا الابتدائية (大原小学校)، خلال رحلة ميدانية إلى الجزء الجنوبي من الجزيرة، على قطة إيريوموت ذكر ضعيفة ومصابة عند قاعدة شلال ماريه الصغير (マーレー滝, Maaree Taki) على شاطئ هايميتا (南風見田の浜, Haemita no Hama). أخذ المعلم المسؤول عن الأطفال القطة. قام معلم آخر بالحفاظ على الفراء في الميثانال ودفن الهيكل العظمي في صندوق خشبي خلف المدرسة. قام توقالوا باستخراج البقايا، وأصبحت هذه القطة النموذج الأولي للنوع. بالإضافة إلى هذا المثال، تمكن العلماء أيضًا من الحصول على جمجمة مسحوقة لقطة صغيرة من جزيرة يابو المجاورة والتي قام إمايزومي فيما بعد بإعادة بنائها.
بالإضافة الى البحث عن قطة إيريوموت، بحث توقالوا أيضًا في شائعات حول وجود قطة أكبر على الجزيرة وأجرى تحقيقًا. قبل العودة إلى طوكيو، عرض 100 دولار مقابل أي قطة إيريوموت حية و30 دولارًا مقابل القطط الميتة المحضرة لهم. بمساعدة رئيس بلدية تاكيتومي وصحيفة ياياما (八重山毎日新聞)، تمكن من نشر العرض على لوحات الإعلانات وعلى طرق أخرى. كما أعلن عن مكافآت للقطة الكبيرة المزعومة في الجزيرة: 200 دولار إذا احضرو القطة حية و100 دولار للبقايا.
بفضل هذه المكافآت، حصل توجاوا على هيكلين عظميين كاملين وجمجمتين وثلاث جلود أخذها معه إلى طوكيو. إحداها من قطة إيريوموت والتي حصل عليها بمساعدة أطفال المدرسة الابتدائية. كانت العينة من جزيرة يبو صغيرة وتطلبت المزيد من التحليل. أما عينة من جزيرة إشيغاكي، فتبين أنها قطة منزلية. في يناير 1966، أُرسل جسم قطة إيريوموت إلى كورا في جامعة ريويوكيو كانت في فخ خنازير برية في حوض نهر ناكاما، لكن لم تكن هناك المزيد من المعلومات بشأن عمليات الاصطياد لفترة طويلة بعد ذلك. في ديسمبر 1966، اصطاد هيروشي كورودا (黒田宏)، صياد في حوض نهر ناكاما، قطة ذكرًا حية، لكنها هربت فورًا. ثم اصطاد قطة ذكرًا آخرًا بعد فترة وجيزة.
في 15 يناير 1966، اصطاد صيادون محليون قطة إيريوموت أنثى صغيرة بالقرب من جبل ناكاما. خطط المتحف الوطني للطبيعة والعلوم لاستخدام أموال مخصصة لإصلاحات الحدائق لدفع ثمن العينات، لكن الصيادين الذين اصطادوا القطط توقعوا الحصول على 1000 إلى 3000 دولار لكل قطة. وبإقناع مدير مكتب الغابات المحلي، قبل الصيادون مكافأةً ضمن الميزانية على أنها "بدل يومي" أو "رسوم إيجاد".
خلال هذا الوقت، كان رئيس بلدية تاكيتومي يجري مفاوضات مع مكاتب الاتصال في جنوب اليابان وحكومة ريويوكيو. سافر إلى ناها لإجراء هذه المناقشات، والتي تناولت إمكانية تقديم قطتي إيريوموت الأسيرتين إلى الإمبراطور مع الغرض المعلن من زيادة المعرفة الوطنية عن إيريوموت وتعزيز التنمية الصناعية في الجزيرة. في الوقت نفسه، صادرت مكاتب بلدة تاكيتومي، بناءً على افتراض الحصول على إذن من حكومة ريويوكيو للاحتفاظ بالقطط، العينات من موظفي المتحف الوطني للطبيعة والعلوم وأعادوها إلى مكاتبهم.
بفضل ضغط توجاوا على الصحف وإلحاح يوشينوري إمايزومي على حكومة ريويوكيو ومكاتب الاتصال جنوب اليابان من خلال وزارة التعليم، رفضت مكاتب الاتصال جنوب اليابان إمكانية إعطاء القطط للإمبراطور، وأقنعت حكومة ريويوكيو رئيس البلدية بعدم المضي قدمًا في خططه. أخيرًا وسُلمت العينات للمتحف.
وصلت القطط إلى مطار هانيدا في مارس 1967. احتفظ بها يوشينوري إمايزومي لفترة قصيرة حتى تولى توجاوا مسؤوليتها لمدة عامين تقريبًا بعد تكليفه من قبل المتحف لمراقبتها. ثم نُقلت القطط إلى المتحف للمراقبة. توفي الذكر في 25 أبريل 1973، والإناث في 13 ديسمبر 1975. قام بتحنيط جلد الذكر بشكل مؤقت، وأُرسل الدم لإجراء بحث كروموسومي، وحُفظ بباقي الجسم في الفورمالديهايد. وحُنطت الأنثى وعُرضت في المتحف.
في مايو 1967، أصدرت جمعية الثدييات اليابانية عدديها الثالث والرابع، معلنة باللغة الإنجليزية اكتشاف جنس جديد من القطط وثيق الصلة بجنس القطط البدائية Metailurus. يأتي الاسم السابق للجنس Mayailurus من الكلمة المستخدمة لـ "قطة" في إيريوموت، maya-، بينما يأتي -ailurus من اليونانية القديمة وتعني أيضًا "قطة". اسم النوع الفرعي iriomotensis يعني "من إيريوموت". اقترح يوشينوري إمايزومي الاسم الياباني لقطة جبل توجاوا (トガワヤマネコ، Togawa-yamaneko) تكريمًا لتوجاوا الذي اكتشف النوع، لكن توجاوا رفض الطلب ودعم بدلاً من ذلك اسم قطة إيريوموت (イリオモテヤマネコ، Iriomote-yamaneko) بناءً على قطة تسوشيما، والتي سميت أيضًا على اسم الموقع الذي اكتُشفت فيه. وافق كورا مع توجاوا، وبالتالي أصبحت قطة إيريوموت الاسم الرسمي.

## التصنيف والسلالة
مايايلوروس إيريوموتنسيس (Mayailurus iriomotensis) هو الاسم العلمي الذي اقترحه يوشينوري إيمايزومي (今泉吉典) عام 1967 لقطة إيريوموت. أشار إيمايزومي إلى أنه بالمقارنة مع أنواع القطط النمرالأخرى، احتفظت قطة إيريوموت ببعض السمات البدائية بشكل خاص. استنادًا إلى هذه الخصائص، قدر أن قطة إيريوموت تطورت كنوع في وقت ما بين عشرة ملايين سنة مضت في العصر الميوسيني وثلاثة ملايين سنة مضت خلال العصر البليوسيني. كما اعتقد أنها تشترك في العديد من الخصائص البدائية مع مستحاثات الجنس المنقرض ميتيلوروس (Metailurus).
شدد على هذه النقاط، مشيرًا إلى أن قطة إيريوموت وميتيلوروس تشترك في سلف مشترك في وقت ما بين عشرة وخمسة ملايين سنة مضت، ومن هذا استنتج أن أسلاف قطة إيريوموت يجب أن تكون قد وسعت نطاقها من البر الرئيسي لآسيا إلى إيريوموت ومناطق أخرى. يبدأ منذ ثلاثة ملايين سنة. يبدو أنها سلالة قديمة جدًا، "حلقة مفقودة"، أقرب إلى الجذر المشترك لعائلة القطط من أي نوع آخر موجود.
على النقيض من تأكيدات إيمايزومي حول خصائصها الفريدة، فقد طعن الباحثون الآخرون بشدة في فكرة أن قطة إيريوموت هي نوعها الخاص منذ اكتشافها. أجريت تحقيقات شملت الجماجم والأسنان والعينات والحيوانات الحية والبحث الجيني. وبسبب نتائج هذه الدراسة، اندرجت تحت جنس قط آسيوي باسم Prionailurus iriomotensis في عام 2005.
ثبت من النمط النووي الخلوي لقطة إيريوموت، وطول جزء تقييد الحمض النووي الريبوزي (rRNA)، والتحليلات التصنيفية الجزيئية لـ 12S rRNA للميتوكوندريا وسيتوكروم ب (Cytochrome b) متطابقة، أو شبه متطابقة، مع قطة النمر. يُفترض أن القططتين مرتبطتان ارتباطًا وثيقًا للغاية، تُصنف اختلافاتهما إما على أنها تباينات داخلية أو طفرات فردية. أيضًا، من سرعة استبدال نوكليوتيد أحادي بواحد آخر للسيتوكروم ب وتنوعه، يُقدر أن قطة إيريوموت انفصلت عن قطة النمر منذ حوالي 180.000 إلى 200.000 سنة مضت. وفقًا لعلماء الجيولوجيا البحرية، كانت جزر ريوكيو متصلة بالبر الرئيسي لآسيا عبر جسر بري من حوالي 20.000 سنة مضت إلى 240.000 سنة مضت. يعتقد العلماء أن قطة إيريوموت نقلت نطاقها إلى الجزر خلال هذه الفترة. وبسبب هذا، يُفترض أن هناك القليل من التنوع الجيني داخل النوع.

## التهديدات

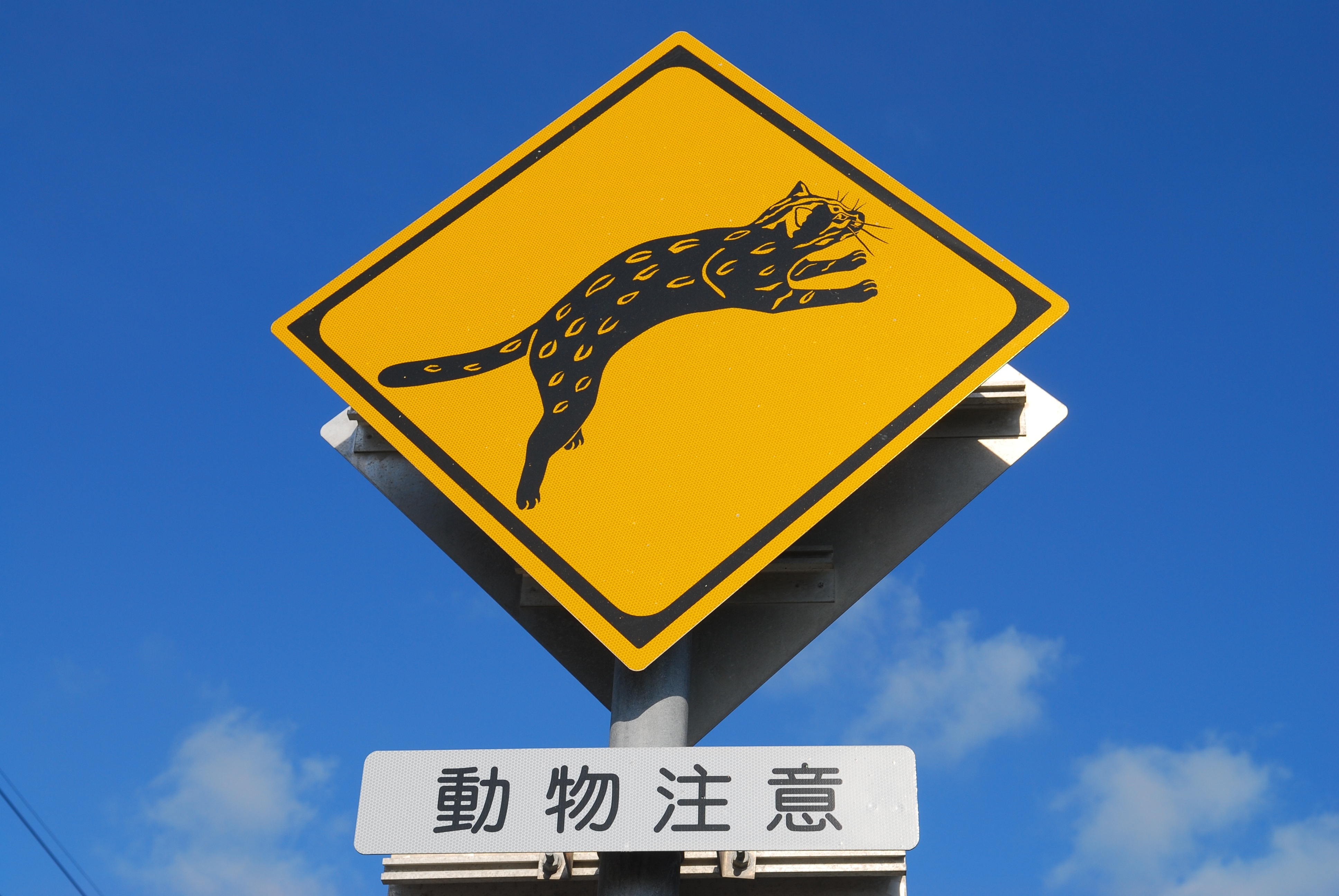
لافتة تحذيرية لسائقي السيارات من الحيوانات، مع صورة قطة إيريوموت

تواجه قطط إيريوموت، تلك القطط البرية التي تقطن جزيرة إيريوموت اليابانية، خطر الانقراض بسبب مجموعة من العوامل المؤذية لتراجع أعدادها. تُساهم عوامل متعددة في هذا الانحسار، ومن أبرزها تدمير الموطن الطبيعي حيث يؤدي التوسع العمراني المستمر إلى تقلص الغابات والمناطق الرطبة، وهي مناطق ضرورية لبقاء هذا النوع، والافتراس من قبل الحيوانات الأخرى والتي تشكل الكلاب الضالة والبرية تهديدًا كبيرًا، إذ تطاردهم وتفترسهم، وتُسفر حوادث المرور عن عدد كبير من حالات الوفاة بين هذه القطط، وتقع قطط إيريوموت ضحية مصائد مخصصة لحيوانات أخرى مثل الخنازير البرية والكرابي.
تُظهر الدراسات انخفاضًا مستمرًا في أعداد قطط إيريوموت بمرور السنين:
- أشارت الدراسة الثانية للجزيرة (1982-1984) إلى وجود ما بين 83 و108 قطة.
- قدرت الدراسة الثالثة (1993-1994) وجود ما بين 99 و110 قطة.
- سجلت الدراسة الرابعة (2005-2007) ما بين 100 و109 قطة فقط.

صحيح أن طريقة تقدير الأعداد اختلفت بين الدراسة الثالثة والرابعة، إلا أنه لو أُعيدت مراجعة تقديرات الدراسة الثالثة لكان العدد المقدر في ذلك الوقت ما بين 108 و118 قطة، وهو ما يؤكد على انخفاض مستمر في عدد السكان بمرور الوقت. تؤكد هذه الأرقام خطورة التهديدات التي تواجه قطط إيريوموت والضرورة الملحة لاتخاذ إجراءات حاسمة لحماية هذا النوع المميز.

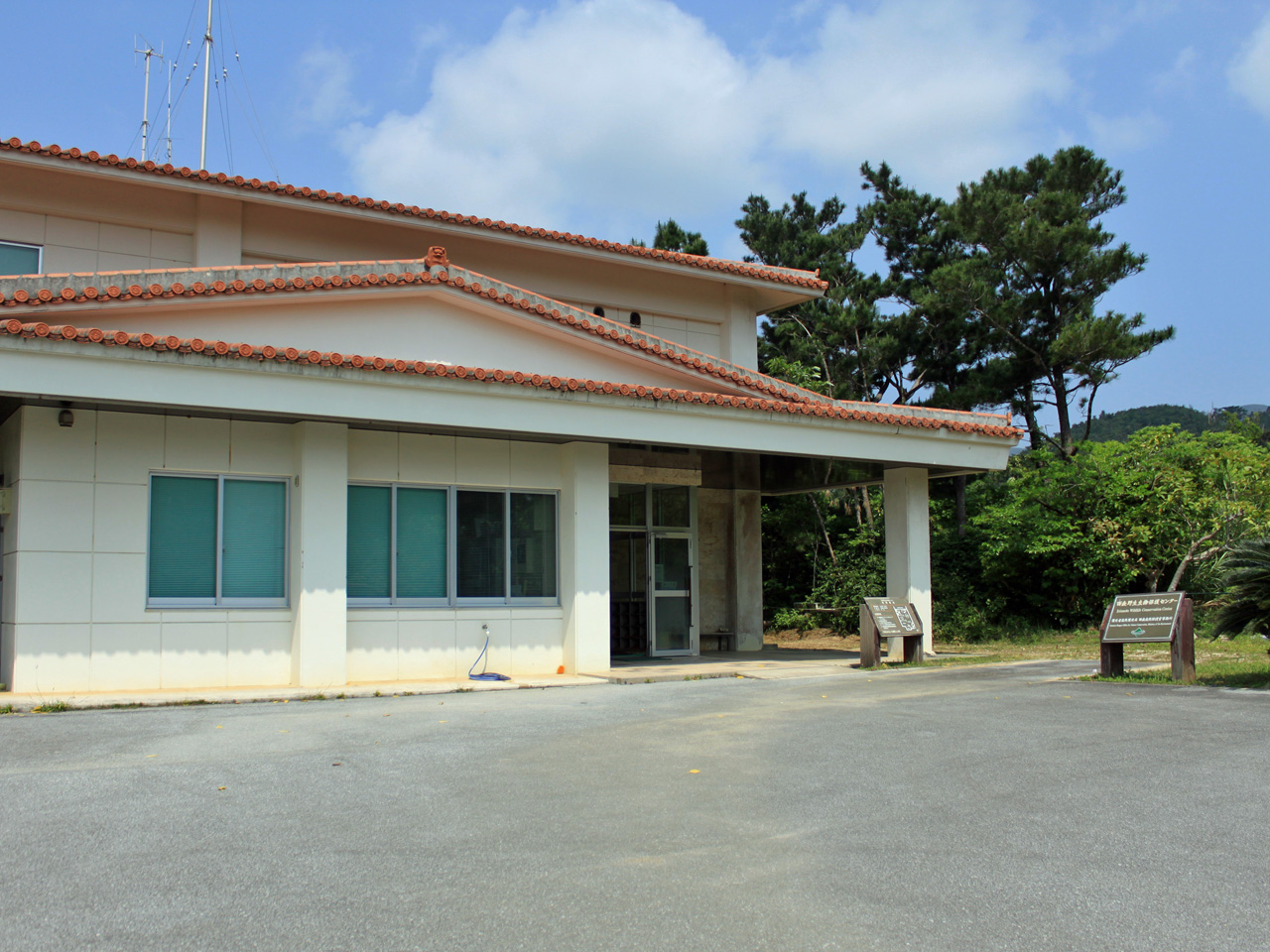
مركز إيريوموت لحماية الحياة البرية

بالإضافة إلى حوادث المرور وقطع الأشجار وتطوير المستنقعات، تشكل الحيوانات الأليفة مشكلة خطيرة على قطط إيريوموت المهددة بالانقراض. تُعد القطط المنزلية والضالة من أبرز التهديدات، إذ تخلق مشاكل تتعلق بالمنافسة على الغذاء ونقل الأمراض والتلوث الجيني الناتج عن تهجين الأنواع. كما تثير خشية افتراس الكلاب لقطط إيريوموت. وقد نجحت الحكومة بالفعل في القضاء على مشكلة القطط الضالة في جزيرة إيريوموت.
ينبع القلق الأساسي من القطط المنزلية التي أصبحت متوحشة أو شبه متوحشة، لكن لا يوجد أي رصد للتعاملات بينها وبين قطط إيريوموت. تمثل المنافسة على الغذاء والاحتكاك بالقطط المنزلية المصابة بفيروس نقص المناعة القططية (FIV) وغيره من الأمراض المعدية، بالإضافة إلى انخفاض أعداد السكان بسبب التهجين، قضاياً حيوية تؤثر على بقاء قطط إيريوموت.
في عام 1999، أجرت مراكز حماية الحياة البرية في إيريوموت بحثًا شمل 50 قطة منزلية وبرية و23 قطة إيريوموت لمعرفة إمكانية انتقال فيروس نقص المناعة القططي (FIV) بينها. لم يُكتشف الفيروس في أي من قطط إيريوموت، لكن تبين إصابة ثلاث قطط منزلية وبرية به. بسبب مخاوف انتقال الأمراض، أصدرت بلدة تاكيتومي في عام 2001 مرسومًا لتربية القطط يلزم جميع السكان بتسجيل قططهم الأليفة. وفي يونيو 2008، عُدل المرسوم ليشمل الفحص الإلزامي لفيروس نقص المناعة القططي والتطعيمات والتعقيم والزرع الإلكتروني. كما وضع حد جديد لعدد الحيوانات الأليفة المسموح بها لكل فرد.
بالإضافة إلى ذلك، ظهر ضفدع القصب السام، الذي يفرز سائلًا سامًا من غدد في أذنيه، على جزيرة إيريوموت. لمنع انتشاره، بدأ سكان جزيرة إيشيجاكي بجهود القضاء عليه في عام 2008.

## المحافظة عليه

### الوضع الحالي
منذ عام 2008، يصنف الاتحاد الدولي لحفظ الطبيعة IUCN قطة إيريوموت بأنها "مهددة بالانقراض بدرجة حرجة".
صُنفت قطة إيريوموت كمعلم طبيعي من قبل حكومة أوكيناوا. وفي 15 مايو 1972، مع استعادة أوكيناوا، واعتُرف بها على المستوى الوطني كمعلم طبيعي. وفي 15 مارس 1977، حصلت على مكانة خاصة بين المعالم الطبيعية، وفي عام 1994 بموجب قانون حماية الأنواع، وصُنفت كـ "أنواع نباتات وحيوانات برية مهددة بالانقراض وطنية محددة" (国内希少野生動植物種). واعُتمد هذا القانون في 28 يناير ودخل حيز التنفيذ في 1 مارس.

### المشاريع والأنشطة
- 1977: كتب الأمير فيليب، دوق إدنبرة، رسالة إلى ولي العهد أكيهيتو بشأن الحفاظ على قطة إيريوموت. اقترح التقرير المرفق بالرسالة (الذي كتبه البروفيسور ليهاوزن) حظر أي هجرة أخرى إلى الجزيرة وكذلك منع زراعة الأراضي. ورداً على ذلك، قال ولي العهد أكيهيتو إنه يتمنى طريقة تسمح بالحفاظ على القطط واستمرار سكنى الناس على الجزيرة. وأوضح أيضًا أن رئيس الوزراء آنذاك، تاكيو فوكودا، كان يفكر في إنشاء محمية للحياة البرية في إيريوموت.
- 1972: قام المتحف الوطني للطبيعة والعلوم بالتحضير للبحث في بيئة قطط إيريوموت، وفي نوفمبر 1973 أجرى الصندوق العالمي للطبيعة ووزارة البيئة تحقيقًا أوليًا مشتركًا بشأن بيئة القطط، ومنذ عام 1974 أجرت وزارة البيئة تحقيقًا شاملًا استمر ثلاث سنوات. بعد ذلك، كانت هناك ثلاثة تحقيقات أخرى بدأت في عامي 1982 و1992 و2005.
- 1979: بدأت وكالة حماية البيئة عملية تغذية لمدة ثلاث سنوات بهدف زيادة معدل بقاء القطط الصغيرة على قيد الحياة، لكن هذه الإجراءات تلقت بعض الانتقادات.

منذ اكتشاف قطة إيريوموت، أجريت تحقيقات مختلفة لفهم حياتها. وفي عام 2006، استخدمت الكاميرات الآلية والقياس عن بعد اللاسلكي لفهم حالة حياة القطط. كما أجريت اختبارات مرضية بشأن قابلية انتقال الأمراض، وأجريت اختبارات على البراز وبقايا الطعام. كما قاموا بتجميع سجلات مشاهدات القطط من قبل السكان المحليين والسياح.

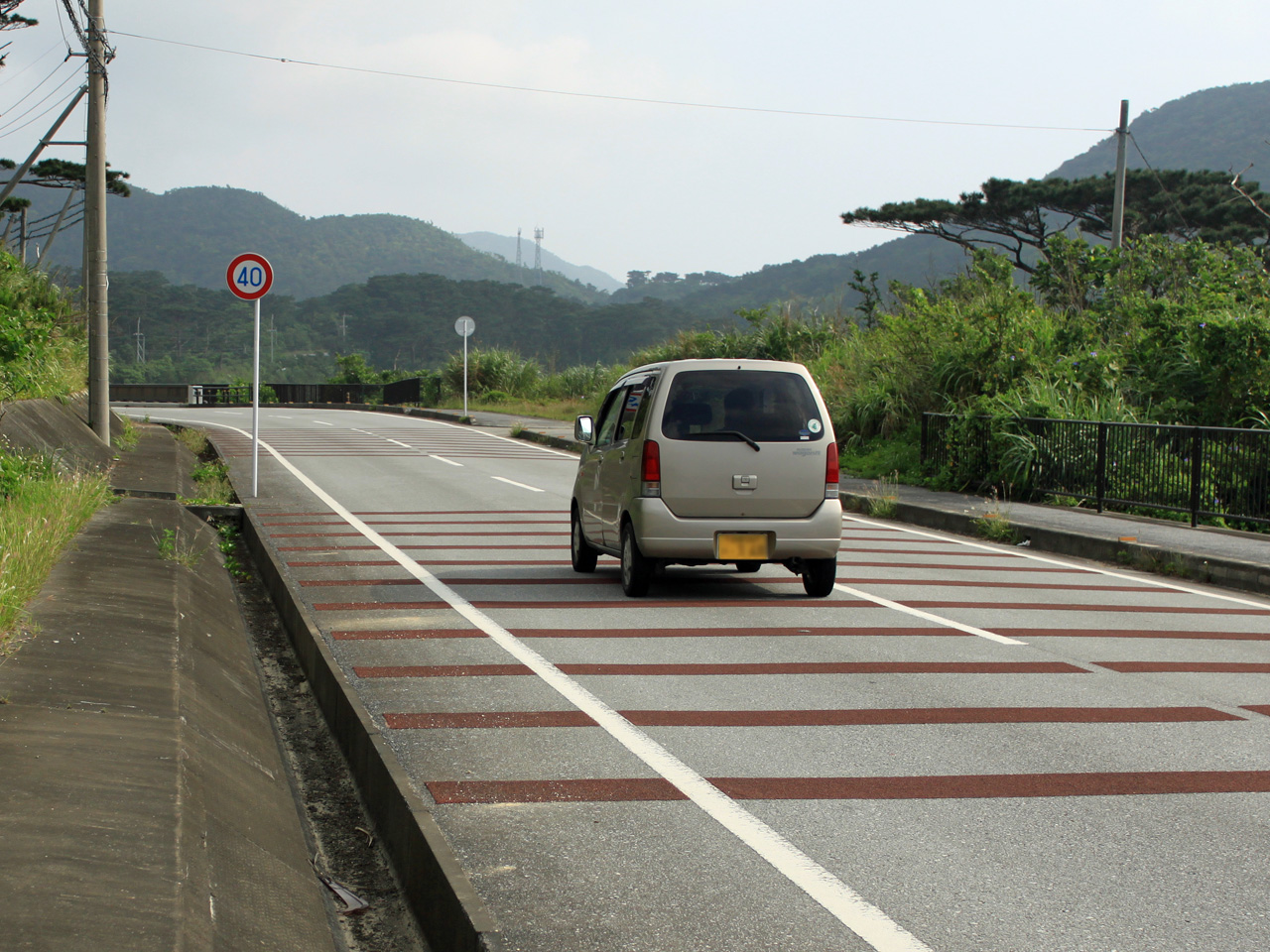
شرائط "منطقة الحمار الوحشي" والخنادق المائلة على طريق إيريوموت

خُصص جزء من نطاق قطة إيريوموت كـ "محمية حكومية لريوكيو إيريوموت" في 18 أبريل 1972. ومع عودة الولايات المتحدة لجزر ريوكيو إلى السيطرة اليابانية في 15 مايو، أصبحت حديقة إيريوموت-إيشيجاكي الوطنية، وفي مارس 1991 حُددت 11584.67 هكتارًا من الجزيرة كـ "غابة إيريوموت ومحمية النظام الإيكولوجي" لحماية البيئة الطبيعية للجزر. رغم هذه الجهود، لم يتم تضمين مساحة كافية من الأراضي داخل موطن القطط المفضل الذي يقل عن 200 متر فوق مستوى سطح البحر. وفي عام 1995، وانشئ مركز حفظ الحياة البرية في إيريوموت لزيادة أعمال الحفظ وتعزيز البحث وزيادة فهم الاحتياجات البيئية للقطط.
بعد استعادة اليابان السيطرة على جزر ريوكيو من الولايات المتحدة في عام 1972، استمر التطوير في إيريوموت بدعم مالي من البر الرئيسي لأوكيناوا. وفي عام 1977، قامو ببناء طريق إقليمي يطوق نصف الجزيرة، مما أدى إلى وفاة عدد قليل من قطط إيريوموت كل عام بسبب حوادث المرور. بدأت وزارة البيئة وحكومتا أوكيناوا ومدينة تاكيومي في تركيب علامات على الطرق لتحذير الناس من عبور قطط إيريوموت، وأنفاق تحت الطريق لعبورها بأمان، ومناطق حمار وحشي تصدر أصواتًا عالية عند مرور السيارات عليها، وخنادق واسعة على جانبي الطرق، وخنادق على جانب الطريق مائلة من جانب واحد لتحسين حماية القطط. ومع ذلك، اعترض العديد من السكان على القيود المفروضة على زراعة الأراضي وتحسينها التي تفرضها الإجراءات المتخذة لحماية قطة إيريوموت والأنواع الأخرى في الجزيرة.

### في الأسر
ظلت حفنة قليلة من قطط إيريوموت في الأسر. وُجد قط ذكر رضيع يبلغ من العمر خمسة أسابيع مفصولاً عن أمه في 14 يونيو 1979. سُمي كيتا وظل في حديقة حيوان أوكيناوا حتى وفاته بسن الشيخوخة عن عمر يناهز 13 عامًا وشهرين تقريبًا. كما احتُفِظ بعينة أنثى في المتحف الوطني للطبيعة والعلوم. يُعتقد أنها كانت تبلغ من العمر حوالي تسع سنواتٍ وسبعة أشهر عندما ماتت. وفي 6 أغسطس 1996، عُثر على قط ذكر صغير أُطلق عليه لاحقًا اسم يون، في مركز حماية الحياة البرية بإيريوموت بعد تعرضه لحادث مروري.

### قصة يون

#### اكتشاف وعلاج

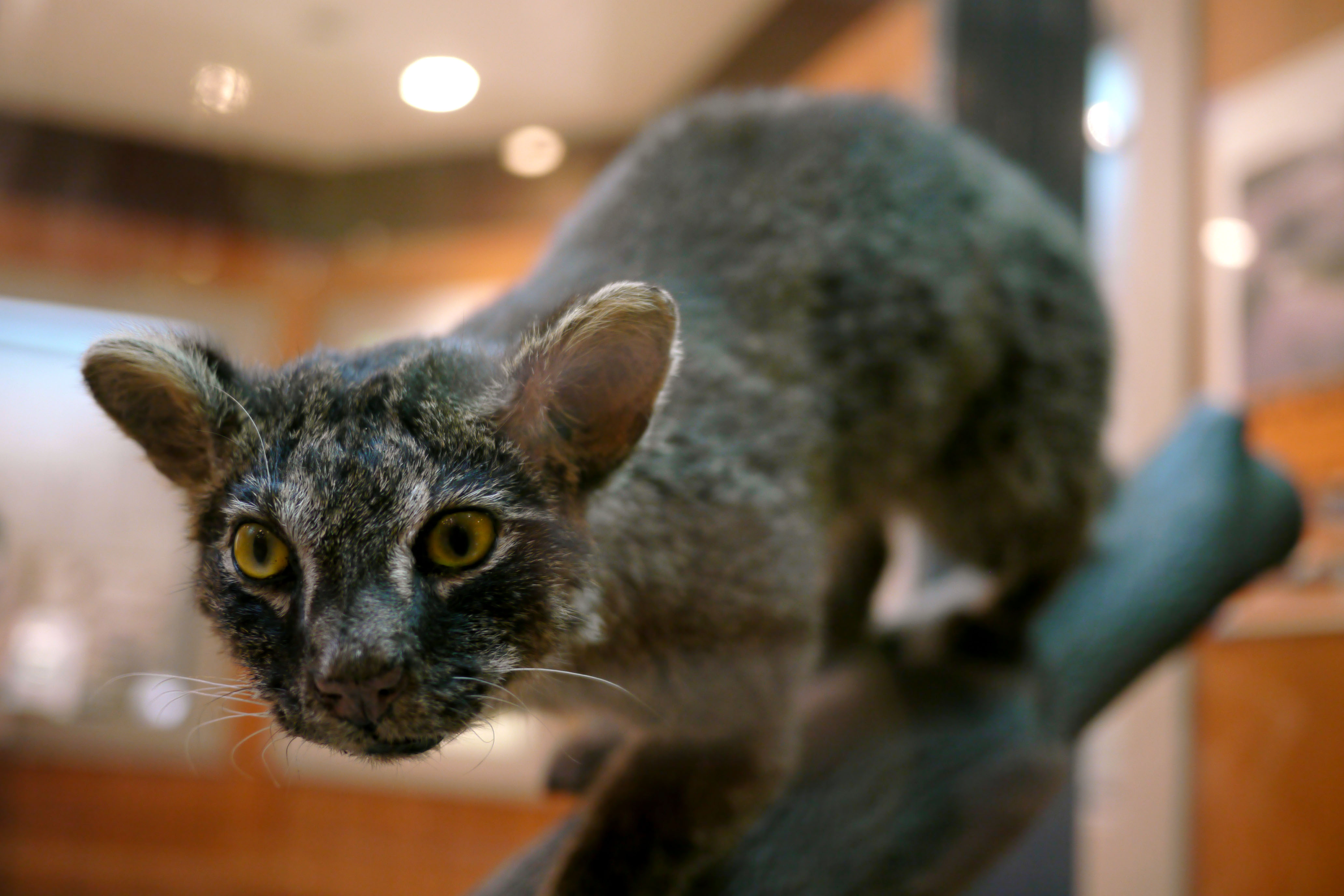
جسد "يون" المحنط. صدمته سيارة في 6 أغسطس 1996 ثم أعيد تأهيله في مركز إيريوموت للحياة البرية. توفي في 9 أبريل 2011 عن عمر يقدر بخمسة عشر عامًا وشهرًا واحدًا، وهو أطول عمر مؤكد لأي قط إيريوموت.

في يوم 6 أغسطس 1996، تعرض قط إيريوموت صغير لحادث مروري بالقرب من جسر نادارا في الجزء الشمالي من جزيرة إيريوموت. كان وزنه 1.6 كيلوغرام ويُعتقد أنه وُلد في أوائل مارس، مما يجعله يبلغ من العمر حوالي خمسة أشهر. من الممكن أنه كان قد انفصل للتو عن والدته. استعاد وعيه في صباح اليوم التالي، لكنه لم يتمكن من تنظيم درجة حرارة جسمه بسبب الإصابات الخطيرة التي أصيب بها. نُقل إلى جزيرة إيشيجاكي في الساعة 9 صباحًا لتلقي الرعاية الطبية في عيادة إيشيجاكي البيطرية. أمضى 24 يومًا تحت رعايتهم. بعد الحادث، لم يستطع الحركة بمفرده، لكنه استعاد قدرته على المشي أثناء وجوده في إيشيجاكي. أعيد نقله إلى مركز حفظ الحياة البرية بإيريوموت لإعادة التأهيل في 31 أغسطس. كان يُطلق عليه في الأصل W-48 بسبب كونه المشاهدة الثامنة والأربعين المؤكدة لقط إيريوموت في الجزء الغربي من الجزيرة، ولكن أُطلق عليه في النهاية اسم يون.

#### التعافي نحو الحياة البرية
بحلول 2 سبتمبر، أصبح وزن يون 1.9 كيلوغرام. وعلى الرغم من تقدمه، لاحظ مقدمو الرعاية ميلًا لديه بالاستدارة إلى اليمين بسبب آثار الحادث. منذ البداية، اتخذ مقدمو الرعاية تدابير دقيقة لتجنب تكييفه مع البشر حتى يتمكن يومًا ما من العودة إلى البرية. سُمح فقط لثلاثة موظفين بإطعامه مباشرة. وكان يُسمح للأشخاص الآخرين، بمن فيهم موظفو المركز، بمشاهدته فقط من خلال مراقبة كاميرا الفيديو. كما مُنع الإعلام من التقاط صور شخصية مباشرة.
من وقت خروجه من العيادة البيطرية حتى 3 فبراير 1999، اقتصر تأهيل يون على غرفة داخل المركز. استُخدمت جذوع رقيقة لصنع صالة رياضية في الغابة حتى يتمكن من ممارسة المشي والقفز وتسلق الأشجار. كما زرعت نباتات الأرز في غرفته كبديل للخضرة التي تستخدمها القطط في عملية القيء. بمجرد تعافيه بدرجة كافية، نُقل إلى قفص خارجي عاش فيه حتى بدأ وضعه الصحي في التدهور في 20 ديسمبر 2010.

#### رحيله
في 20 ديسمبر 2010، عُثر على يون ملتفًا ومُتيبسًا بالقرب من مجرى نهر جاف. نُقل إلى غرفة التأهيل بالمركز، حيث اكتُشف أنه مصابًا بـوذمة رئوية، والتي كادت أن تقتله؛ ومع ذلك، تمكن من الأكل في اليوم التالي وتحسن تدريجيًا. لم يتمكن من المشي طوال الفترة المتبقية من ديسمبر، على الرغم من أنه بحلول نهاية يناير كان قد استعاد هذه القدرة، وخلال فبراير ومارس تحسن بما يكفي ليتمكن من صعود ونزول الدرجات. ومع ذلك، تدهورت حالته بعد ذلك، وتوفي ليلة 9 أبريل عن عمر يُقدر بحوالي خمسة عشر عامًا وشهرًا واحدًا. بلغ وزنه 3.5 كيلوغرام وطوله 78.5 سم. وهو أقدم قط إيريوموت مسجل.

#### تأثير يون على بحوث قطة إيريوموتي
كان يون أول قطة إيريوموت يتم الاحتفاظ بها لفترة طويلة الأمد، والوحيدة التي يتم إنقاذها بعد حادث، والأولى التي تمر بإعادة التأهيل. فقد ماتت جميع قطط إيريوموت الأخرى التي انُقذت إما بشكلٍ فوري أو بعد وقتٍ قصير من إحضارها لتلقي الرعاية. رغم أنه لم يُعد إلى البرية أبدًا، إلا أن المُلاحظات المسجلة عنه تعتبر ذات أهمية بالغة في جهود الحفاظ على قطة إيريوموت. فقد قامو بتسجيل ملاحظات يومية مفصلة تشمل أنشطته وسلوكه، ووزنه، وأي شيء آخر يلاحظونه. وبسبب صعوبة إجراء البحوث على قطط إيريوموت في البرية، تُعد ملاحظات يون حاليًا أفضل مثال على سلوك القطط الطبيعي. كما توجد عدد قليل جدًا من حالات رعاية البشر لهذه القطط، لذلك قد تساعد سجلات رعايته الصحية في المستقبل القطط المصابة والمرهقة.

## في الثقافة

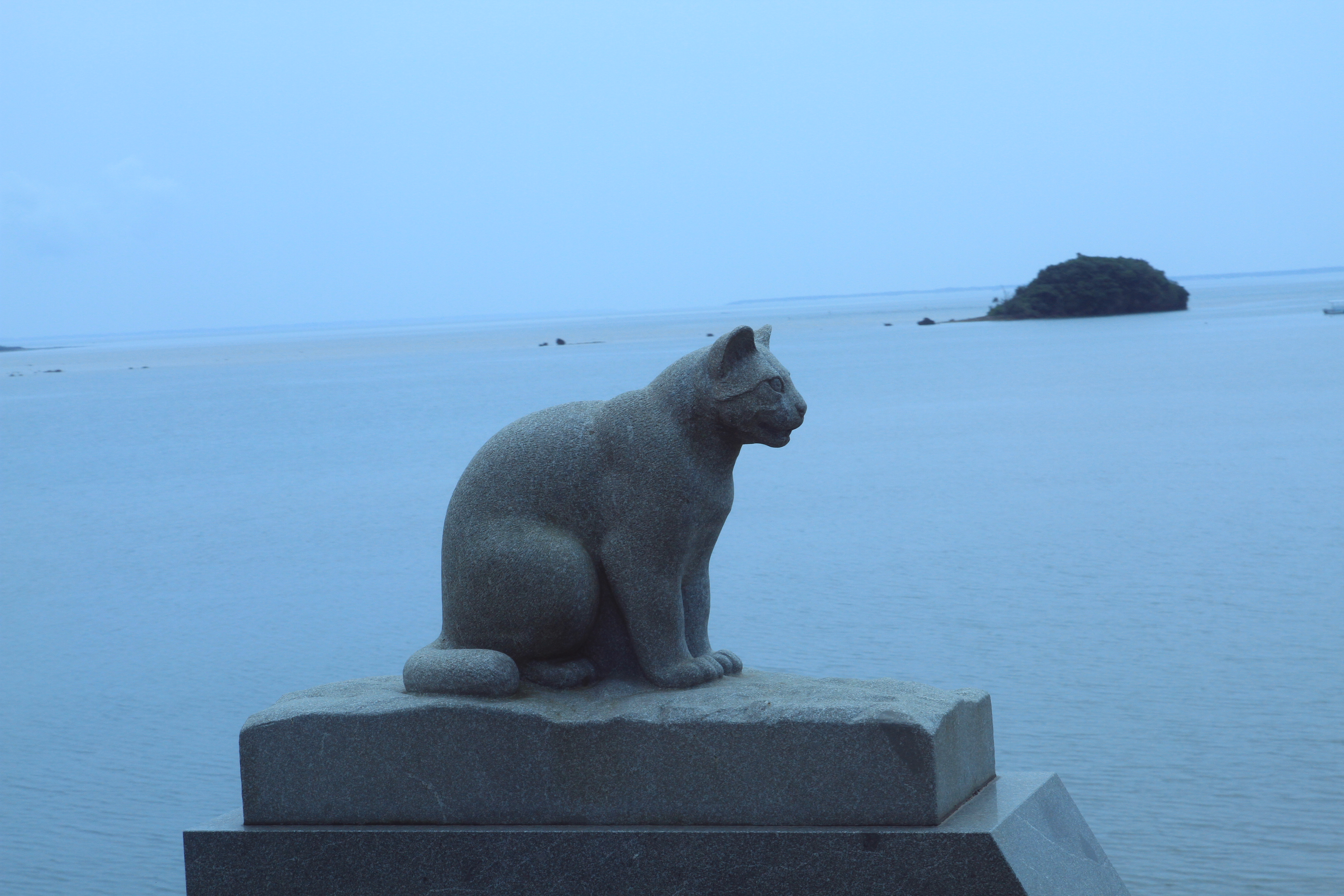
تمثال قطة إيريوموت على جسر ناكاما، تاكيتومي

في يوليو 2010، دعت جمعية السياحة في تاكيتومي السكان لابتكار تصميم لشخصية تميمة محلية. وفاز تصميم طالبة في الصف السادس بمدرسة كومي الابتدائية، والذي استند إلى قطة جزيرة إيريوموت. تظهر جزيرة إيريوموت على صدر التميمة. وقد تمت تسميته بنفس الطريقة التي صمم بها؛ في أغسطس 2010، اقترح أحد السكان اختيار اسم "بيكاريا" المستلهم من لقب القط المحلي، يامابيكاريا. في عام 2015، أطلقت بلدة تاكيتومي "يوم القطط البرية في إيريوموت" (يوم يامانيكو في إيريوموت). في يوليو 2016، وقعت تاكيتومي اتفاقية شراكة مع تسوشيما بناءً على وجود قطط برية متوطنة مشتركة. توجد في تسوشيما قطة تسوشيما، وهي نوع فرعي آخر من قطط النمر. تحتوي الجزيرة أيضًا على العديد من التماثيل التي تمثل قطة إيريوموت. في جنوب شرق الجزيرة، تمتد عبر نهر ناكاما، يقف تمثالان حجريان لقطة في أوضاع مختلفة على جانبي جسر ناكاما. وفي عام 2017، كشفت بلدة تاكيومي عن تمثالين برونزيين جديدين، أحدهما في منطقة استراحة على الساحل الغربي لجزيرة إيريوموت، والآخر عند بداية جسر في شمال الجزيرة.
في سلسلة المانجا الكوميدية "أزومانجا دايو" والاقتباس المتحرك اللاحق للمؤلف كيوهيكو أزوما، تظهر قطة صغيرة من جزيرة إيريوموت تُدعى مايا. خلال رحلة مدرسية لأوكيناوا، تقرر الشخصيات الرئيسية زيارة جزيرة إيريوموت حيث تترابط ساكاكي مع مايا وتنتهي برعايتها. في سلسلة المانجا "طوكيو ميوميو" من تأليف ريكو يوشيدا وميا إيكومي، تتشرب الشخصيات الرئيسية بطريق الخطأ بحمض نووي من فصائل مهددة بالانقراض، مما يمنحهن قوى خارقة. وبالتالي، تتشرب البطلة إيتشيجو موموميا بحمض نووي قطة إيريوموت، مما يسمح لها بالتحول إلى فتاة قطة.

## يامابيكاريا
بشكل عام، تُستخدم أسماء مثل "يامابيكاريا" للإشارة إلى قطة إيريوموت، لكن يدعي بعض السكان المحليين أنهم رأوا نوعًا آخر من القطط على الجزيرة. يُوصف هذا القط بأنه أكبر من قطة المنزل بمقدار الضعف وله ذيل طوله 60 سم ونمط فرو يختلف عما تظهره قطة إيريوموت. وقد شوهد عدة مرات. أطلق عليه السكان المحليون عدة ألقاب. في أحياء سونايكومي، يطلقون عليه "كونزوميا" (クンズマヤー) و"توتويار" (トウトウヤー)، على التوالي، وعلى جزيرة أراغوسو يطلقون عليه "يامابيكاريا" (ヤマピカリャー). لا يُعتقد أنه قطة منزلية أو قطة ضالة أو قطة إيريوموت.
في عام 1965، تحدث توجاوا مع صياد محلي ادعى أنه قتل قطة كبيرة بفراء يشبه فراء النمر. تخلص من الجثة، وقام بتفتيش منطقة هايمي في الجزء الجنوبي من الجزيرة حيث مكان الجثة. قال الصياد إنه حتى عشرة أيام قبل المقابلة، كان هيكل القط لا يزال موجودًا حيث تركه، لكن الأمطار الأخيرة قد جرفته بعيدًا. وصف تلك القطة بأن لها ارتفاع كتف يصل إلى ركبة شخص بالغ، ذيل طوله 60 سم، جسم أكبر بمرتين من جسم قطة منزلية، وفراء مخطط باللون الأخضر.
في الثاني من يونيو عام 1982، نشرت صحيفة "يوميوري شيمبون" مقالًا عن "يامابيكاريا". ادعى صياد خنازير متمرس أنه شاهد "يامابيكاريا" حوالي عشر مرات في الجبال المحيطة بجبل ديدو. وقال أيضًا إنه اصطاد وأكل واحدًا منها مرة واحدة. وفي مناسبة أخرى، قال إنه رأى أنثى بالغة من "يامابيكاريا" مع قطة صغيرة.
نُشرت مقالات أخرى حول "يامابيكاريا"، بما في ذلك مقال بتاريخ 14 سبتمبر 2007. البروفيسور أييو أكيووشي (秋吉英雄) من جامعة شيمانه، والذي كان يقيم في جزيرة إيريوموت لإجراء بحث عن الأسماك، رصد قطة أكبر من قطة إيريوموت مع ذيل طويل وبقع. رأى القطة في شبه جزيرة ساكاياما (崎山半島) في الجزء الغربي من الجزيرة الذي يقل عدد زواره. من ناحية أخرى، تحدث تاداكي إيزومي (今泉忠明) في عام 1994 مع صياد كان يمتلك جمجمة اعتقد أنها لأحد القطط البرية الكبيرة. قام تاداكي إيزومي بفحصها وتحديد أنها كانت جمجمة قطة منزلية.

## وصلات خارجية
- نيويورك تايمز: بينما تصبح الجزيرة اليابانية أقل بعدًا، فإن القط البري يصبح أكثر عرضة للانقراض، فبراير 2008.
- موقع مركز إيريوموتي لحماية الحياة البرية.